# شركة نيلسن
شركة نيلسن (بالإنجليزية: Nielsen Corporation) هي شركة أبحاث تسويق عالمية، عالمية يقع مقرها الرئيسي في مدينة نيويورك، الولايات المتحدة.

## وصلات خارجية
- أمثلة للتسويق على أساس مناطق نيلسن:
  - Sportbizz, Anzeigeninf (بالإنجليزية)
- نيلسن (بالإنجليزية)
- مخطط نيلسن لمدة 90 عامًا (بالإنجليزية)
- سلك نيلسن نسخة محفوظة 22 نوفمبر 2008 على موقع واي باك مشين. - مدونة أخبار نيلسن (بالإنجليزية)
- مناطق نيلسن في ألمانيا (بالإنجليزية)
- فضل الحزبان الأسترالي إيه سي نيلسن وفضل رئيس الوزراء الاقتراع 1996 - 2007 نسخة محفوظة 27 يونيو 2006 على موقع واي باك مشين. (بالإنجليزية)